# Amanda Vanstone
Amanda Vanstone (ur. 7 grudnia 1952 w Adelaide) – australijska polityk i dyplomata, członkini Liberalnej Partii Australii (LPA). W latach 1984–2007 senator ze stanu Australia Południowa, w latach 1996–1997 i ponownie 2001-2007 członkini gabinetu federalnego Australii. Od 2007 do 2010 ambasador Australii we Włoszech.

## Życiorys

### Kariera zawodowa
Jest absolwentką University of Adelaide. Przed rozpoczęciem kariery politycznej pracowała jako prawniczka, a także w branży handlowej.

### Kariera polityczna
W 1984 została wybrana do Senatu Australii z listy wyborczej LPA w jej rodzinnym stanie Australia Południowa. W latach 1987, 1993, 1998 i 2004 uzyskiwała reelekcję. W 1996 premier John Howard powołał ją w skład swojego gabinetu jako ministra zatrudnienia, edukacji, kształcenia i spraw młodzieży. W 1997 została ministrem sprawiedliwości (czyli w praktyce wiceministrem u boku prokuratora generalnego) i została zdegradowana poza gabinet. Od 1998 podlegały jej także kwestie polityki celnej. W 2001 wróciła do składu gabinetu jako minister ds. rodziny i służb społecznych. W 2003 została przeniesiona na urząd ministra imigracji, wielokulturowości i spraw ludności rdzennej. W 2006 straciła nadzór nad kwestiami Aborygenów, ale pozostała ministrem imigracji i wielokulturowości. W styczniu 2007 opuściła rząd, zaś w kwietniu tego samego roku ogłosiła rezygnację z mandatu parlamentarnego i zakończenie kariery politycznej. Dwa miesiące później ogłoszono jej nominację na australijskiego ambasadora we Włoszech, którym była do 2010.

### Późniejsze życie
Od 2013 jest prezenterką cotygodniowego magazynu społeczno-politycznego Counterpoints na antenie ABC Radio National. W latach 2013–2014 zasiadała w powołanej przez premiera Tony’ego Abbotta komisji ekspertów, badającej finanse rządu federalnego.